# Oco (Ávila)
Oco es una pedanía española perteneciente al municipio de La Torre, en la provincia de Ávila (Castilla y León). En el año 2011 tenía una población de 2 habitantes.

## Demografía
| Gráfica de evolución demográfica de Oco entre 2000 y 2023                     |
|                                                                               |
| Población (2000-2018) según el nomenclátor de unidades poblacionales del INE. |

## Cultura

### Patrimonio
- Potro de herrar.